# Landgericht Fladungen
Das Landgericht Fladungen war ein von 1814 bis 1828 bestehendes bayerisches Landgericht älterer Ordnung mit Sitz in Fladungen im heutigen Landkreis Rhön-Grabfeld. Die Landgerichte waren im Königreich Bayern Gerichts- und Verwaltungsbehörden, die 1862 in administrativer Hinsicht von den Bezirksämtern und 1879 in juristischer Hinsicht von den Amtsgerichten abgelöst wurden. 1806 bis 1814 war es ein Landgericht im Großherzogtum Würzburg. 